# Tangari
Tangari (ou Tangare) est une localité du Burkina Faso, située dans le département de Thiou,  la province du Yatenga et la région du Nord, à proximité de la frontière avec le Mali. 

## Climat
Tangari est doté d'un climat de steppe sec et chaud, de type BSh selon la classification de Köppen, avec des moyennes annuelles de 28,7 °C pour la température et de 574 mm pour les précipitations.

## Population
Lors du recensement de 2006, on y a dénombré 1 153 habitants. 

## Éducation
En 2016-2017, la localité possède deux écoles primaires publiques.